# Anostomus anostomus
Anostomus anostomus é uma espécie de peixe caracídeo sul-americano de água doce.